# Anshelm Schultzberg
Anshelm Leonard Schultzberg, född 28 september 1862 i Falun, död 27 februari 1945, var en svensk målare.

## Biografi
Schultzberg studerade i Stockholm vid Tekniska skolan och för Edvard Perséus 1881 samt vid Konstakademien 1882–1886. Ett Höstlandskap belönades 1886 med kungliga medaljen, varefter Schultzberg som akademiens stipendiat vistades 1889–1890 i Frankrike och 1891–1892 i Italien (Neapeltrakten). Schultzberg har behandlat utländska motiv (från Frankrike, Korsika, Italien) samt svenska (från Dalarna och Bergslagen). Särskild uppmärksamhet väckte ett par stora, friska, soliga vinterbilder från Dalarna (en, från 1888, i Köpenhamns museum, en annan, från 1893, i Nationalmuseum). Bland hans övriga arbeten märks Skogsväg i höststämning och Ekbacke (båda i Göteborg), Mot kvällen, motiv från Picardie, Höstdag vid Grez (omkring 1890), Italienska landskap från 1891, Valborgsmässoafton i Bergslagen (1897, Nationalmuseum), Bergsmansgård (1900), Vinterskymning (Göteborgs museum, inköpt 1902), Midvinter (1902, i statens ägo, Riksdagshuset), Milan (1904), Juninatt (1906, galleriet i Saint Louis), Vinterafton i skogen (Budapests galleri, inköpt 1906), Aprilkväll vid en fäbodvall (1909).
Schultzberg fick medaljer i Paris 1889 och i Chicago 1893, och honom tillerkändes vid världsutställningen i Saint Louis 1904 en medalj för anordningen av den svenska utställningen. Schultzberg har flera gånger varit kommissarie för svenska konstavdelningen vid internationella utställningar, bland annat i Rom 1911 och i San Francisco 1915. Han blev ledamot av konstakademien 1900. Schultzberg finns representerad vid bland annat Göteborgs konstmuseum, Norrköpings konstmuseum, Nationalmuseum i Stockholm och Kalmar konstmuseum.

## Verk

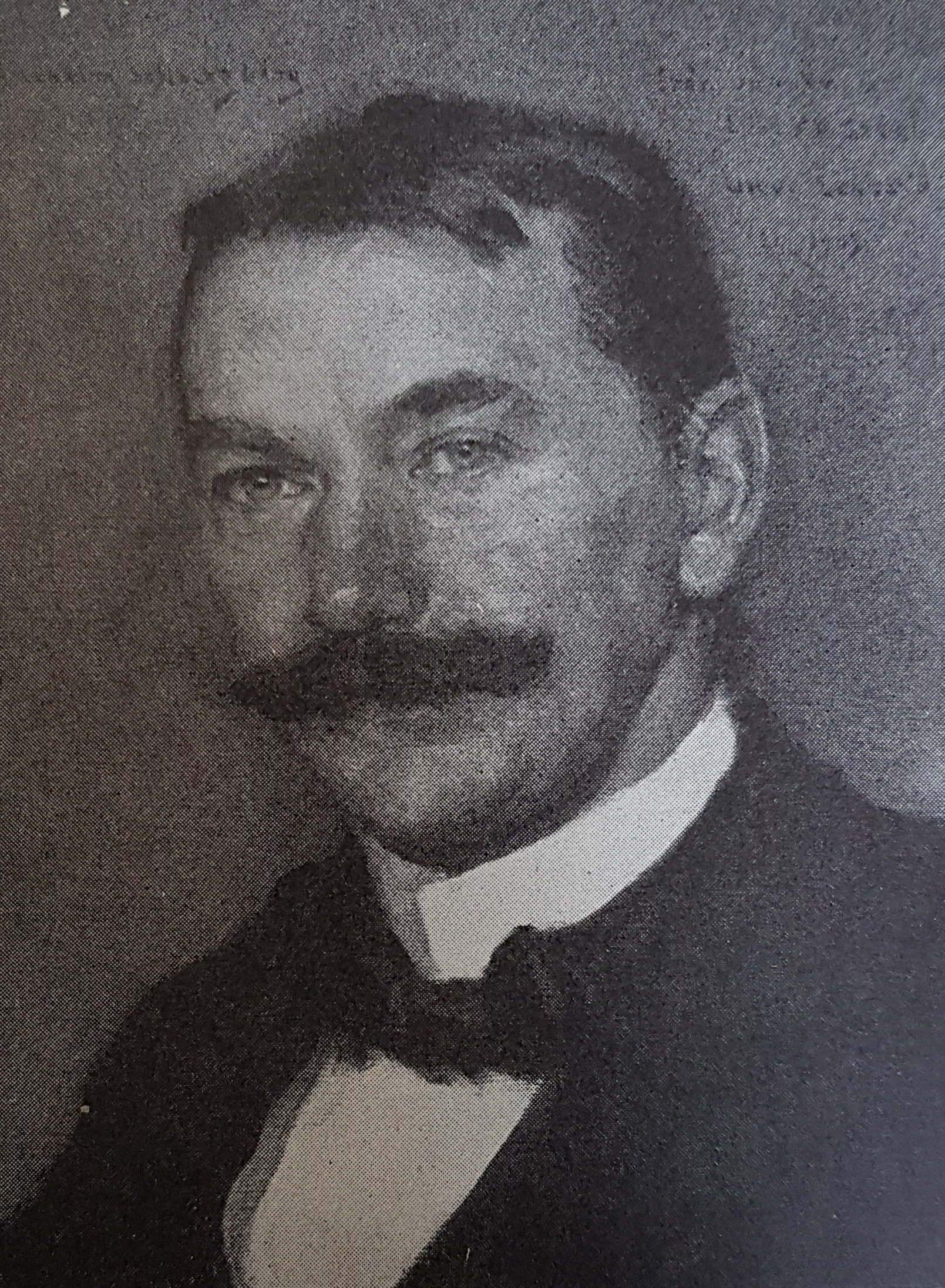
Anshelm Schultzberg (porträtt utfört av Emerik Stenberg)
Rivningen av gamla Barnhuset (1886)
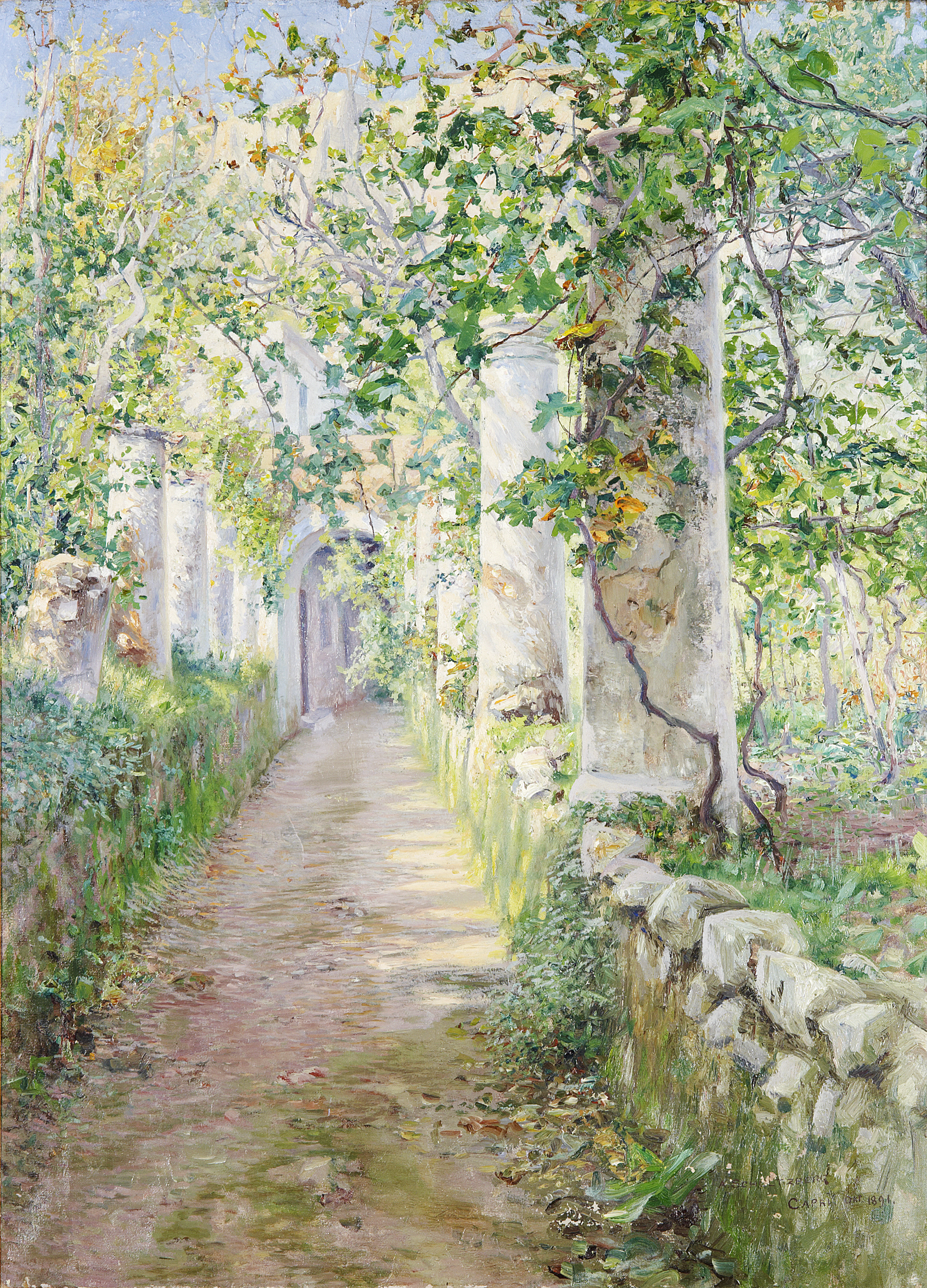
Lantgård, Capri (1891)
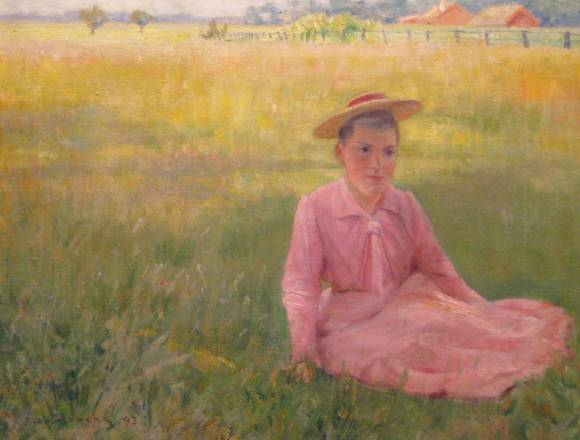
Flicka på äng (1893)
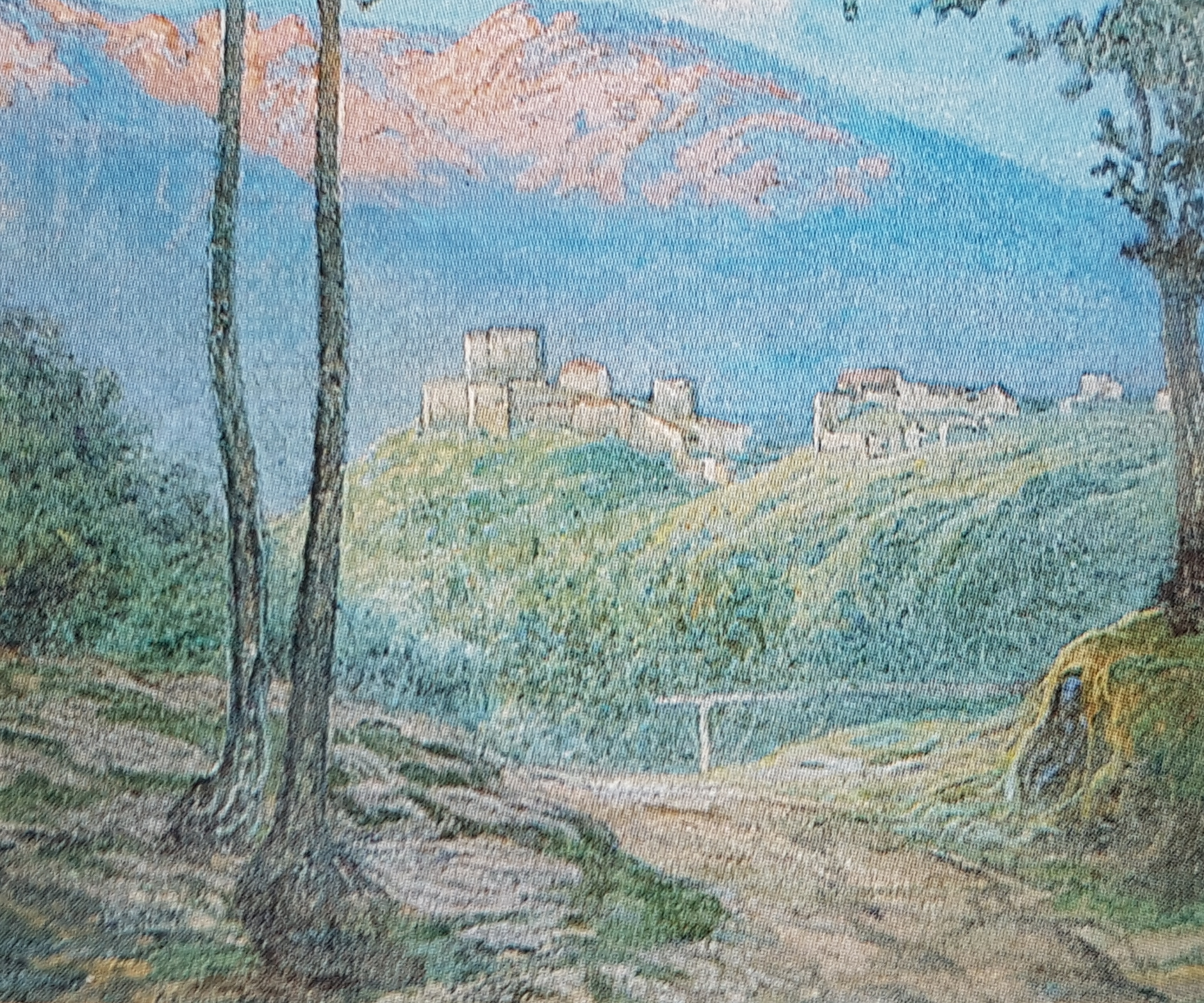
Gavinana (Italien 1911)
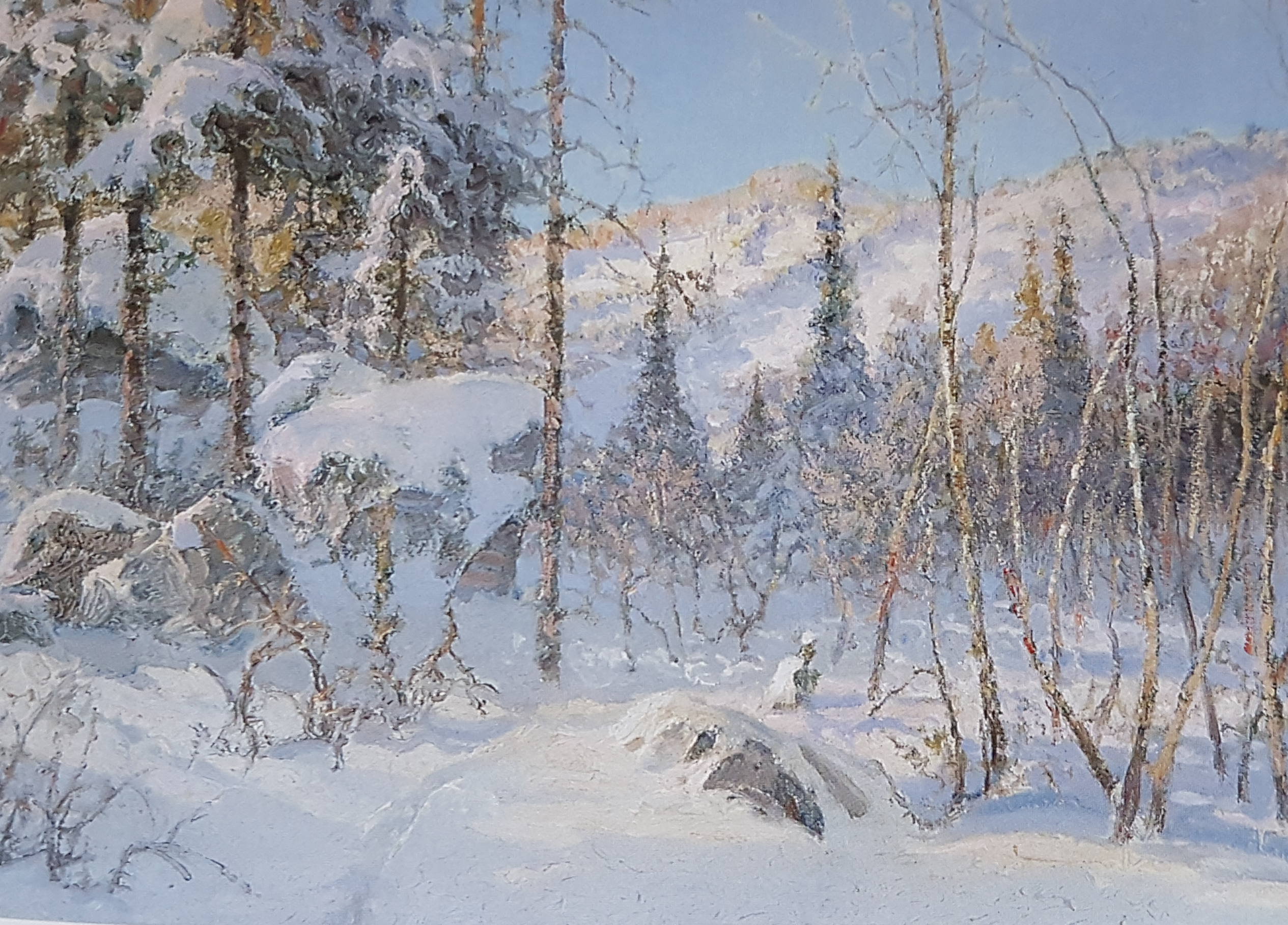
Filipstads bergslag (okänt datum)
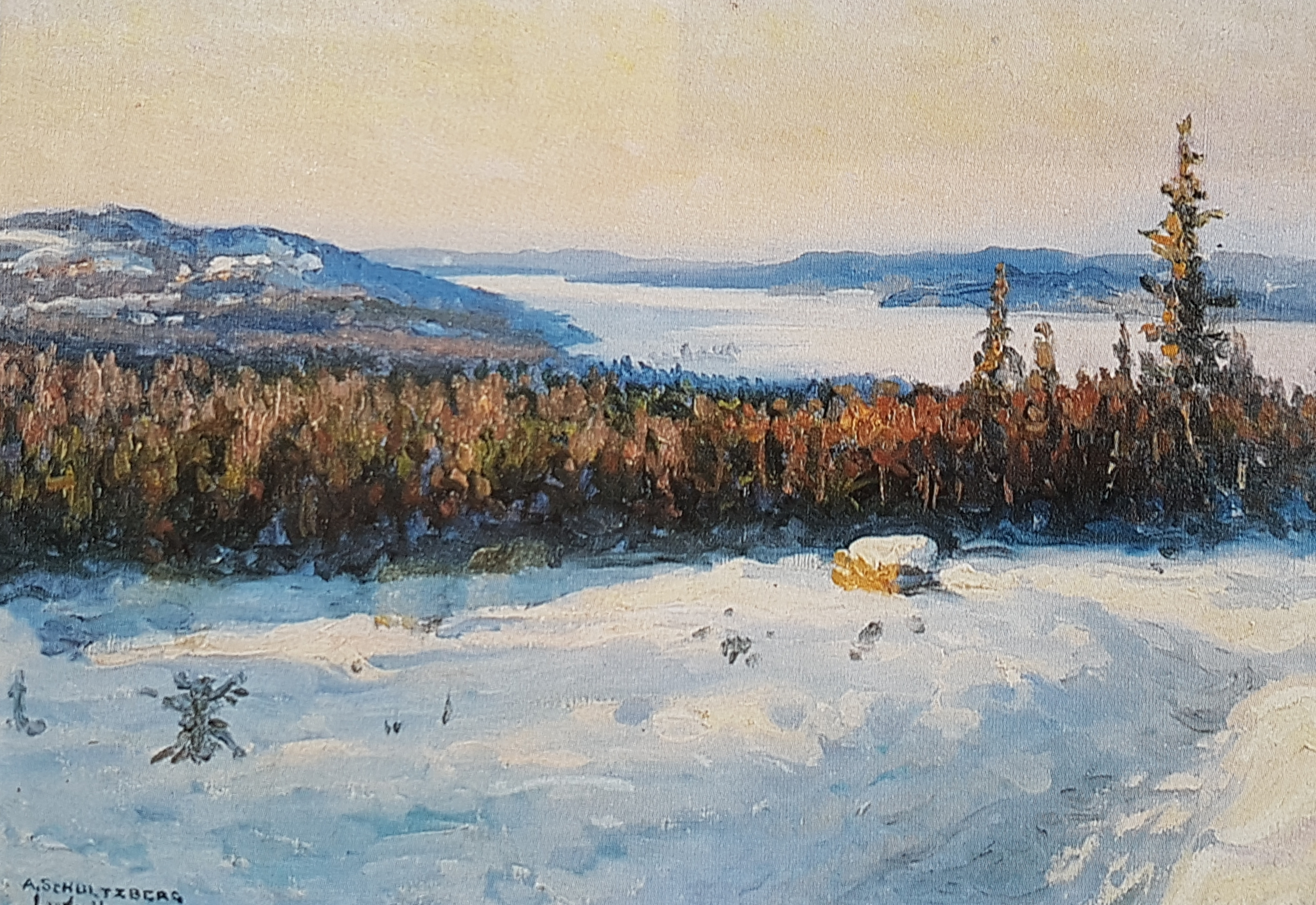
Vinterafton i Dalarna (okänt datum)